# Lámparas de los valar
Lámparas de los valar es el nombre conjunto que reciben dos artefactos ficticios dentro del legendarium creado por el escritor británico J. R. R. Tolkien y que aparecen en su novela El Silmarillion. Llamadas Illuin y Ormal, nombres que se pueden traducir del quenya como «cielo azul» y «alto oro» respectivamente, son dos poderosas lámparas que fueron creadas por el vala Aulë para iluminar Arda en sus primeros años de existencia y cuyas luces dieron lugar al comienzo de la llamada Primavera de Arda, periodo en el que creció por primera vez la vegetación en la Tierra Media. Fueron destruidas tiempo después por Melkor, quien entró en guerra con el resto de los valar y derrumbó los pilares sobre los que estaban colocadas las lámparas.
Su aparición en el legendarium de J. R. R. Tolkien es temprana, estando presentes en las versiones originales de las historias de El Silmarillion y en futuras reescrituras publicadas de forma póstuma por el tercer hijo y principal editor del autor, Christopher Tolkien, en los distintos volúmenes de La historia de la Tierra Media. Inicialmente, la historia de las lámparas de los valar formó parte de «La música de los ainur», versión original de «Ainulindalë» que fue incluida en El libro de los cuentos perdidos, y fue conservada en diversos escritos como «Esbozo de la mitología», «Quenta» o «Quenta Silmarillion», aunque con diferencias más o menos notables entre ellos.

## Historia ficticia
Tras la primera guerra que los valar mantuvieron con Melkor, Yavanna plantó en la Tierra Media las semillas que tenía preparadas y pidió a su esposo Aulë que construyera dos poderosas lámparas con las que iluminar el mundo. Varda se encargó de llenarlas de luz y Manwë las consagró, siendo posteriormente situadas sobre dos altos pilares, uno en el norte, donde colocaron a Illuin, y otro en el sur, coronado por Ormal. Las semillas de Yavanna comenzaron a brotar gracias a las luces de las lámparas y así apareció en el mundo la hierba, el musgo, los helechos y los árboles, siendo más abundantes en las regiones centrales de la Tierra Media, donde ambas luces se unían y donde se encontraba la morada de los valar: la isla de Almaren. A este tiempo se le conoció como la Primavera de Arda o las Edades de las Lámparas.

«La luz de las lámparas de los valar fluyó sobre la Tierra, de manera que todo quedó iluminado como si estuviera en un día inmutable».
«Del principio de los días», El Silmarillion.

Reunidos en Almaren y debido a la luz de Illuin, los valar no advirtieron la sombra de Melkor cuando este regresó del Vacío Intemporal y comenzó a construir la fortaleza de Utumno en el norte de la Tierra Media. Para cuando se percataron de que el vala había vuelto, ya era demasiado tarde y este asestó el primer golpe, derribando los pilares que sostenían las dos lámparas y provocando así su destrucción. La luz derramada de Illuin y Ormal causó grandes incendios y la caída de los pilares hizo que las tierras se abrieran y los mares se levantaran, dañando las creaciones de los valar y la simetría de Arda. Donde antes había estado el pilar de Illuin se formó el mar de Helcar, una de cuyas bahías era Cuiviénen, el lugar donde despertarían los elfos años después.

## Creación y desarrollo
J. R. R. Tolkien mencionó por primera vez las lámparas de los valar en «La música de los ainur», versión original de «Ainulindalë» que fue incluida en El libro de los cuentos perdidos tras su composición entre noviembre de 1918 y la primavera de 1920 y publicada de forma póstuma por el tercer hijo del autor, Christopher; la historia que narra dicho relato incluye, además de la Creación de Arda por parte de Ilúvatar y los ainur, una descripción de los más importantes que figuraban entre estos últimos y su descenso al mundo para darle forma y construir sus hogares en Valinor, lo que tiempo después se convertiría en «Valaquenta» y en los primeros capítulos de «Quenta Silmarillion». En «La música de los Ainur», J. R. R. Tolkien cuenta como el vala Aulë construyó dos lámparas, una de oro y otra de plata, con la luz que Manwë y Varda habían recogido del cielo y convenció a Melkor para que construyera dos grandes torres, una en el sur, Helkar, y otra en el norte, Ringil, sobre las que colocarlas de forma que iluminaran el mundo. Sin embargo y aunque Melkor había asegurado a Aulë que las torres estaban construidas con una sustancia imperecedera que él mismo había inventado, eran en realidad de hielo y terminaron derritiéndose, destruyendo así las lámparas al desplomarse y provocando numerosas inundaciones. En esta historia, donde también aparecieron por primera vez los Dos Árboles de Valinor, un fragmento de la destruida lámpara de Helkar fue empleado para la creación de Laurelin, hecho que desapareció de las versiones posteriores del legendarium.
En 1926 J. R. R. Tolkien redactó un escrito, «Esbozo de la mitología», donde resumía las historias de El libro de los cuentos perdidos con la intención de explicar a Richard W. Reynolds, su antiguo profesor en Birmingham, Midlands Occidentales (Inglaterra), el contexto del poema «La balada de los hijos de Húrin». En él no hizo mención a la creación de las lámparas, solo a su destrucción por parte de Melkor y como esto provocó la inundación de la isla en la que vivían los valar, posteriormente llamada Almaren. Tolkien reescribió y amplió «Esbozo de la mitología» cuatro años después, bautizando el nuevo manuscrito como «Quenta»; en él sí hizo mención a la creación de las lámparas por parte de los valar, no solo por Aulë, y omitió la creación de los pilares por parte de Melkor, quien sí provoca su destrucción, aunque no fue ésta la que inundó Almaren, sino el propio vala. Ya en «Esbozo de la mitología» se introdujo cómo el crecimiento de las cosas se detuvo tras apagarse las lámparas, pero fue en este nuevo escrito donde se detalló que comenzó cuando éstas se iluminaron por primera vez.

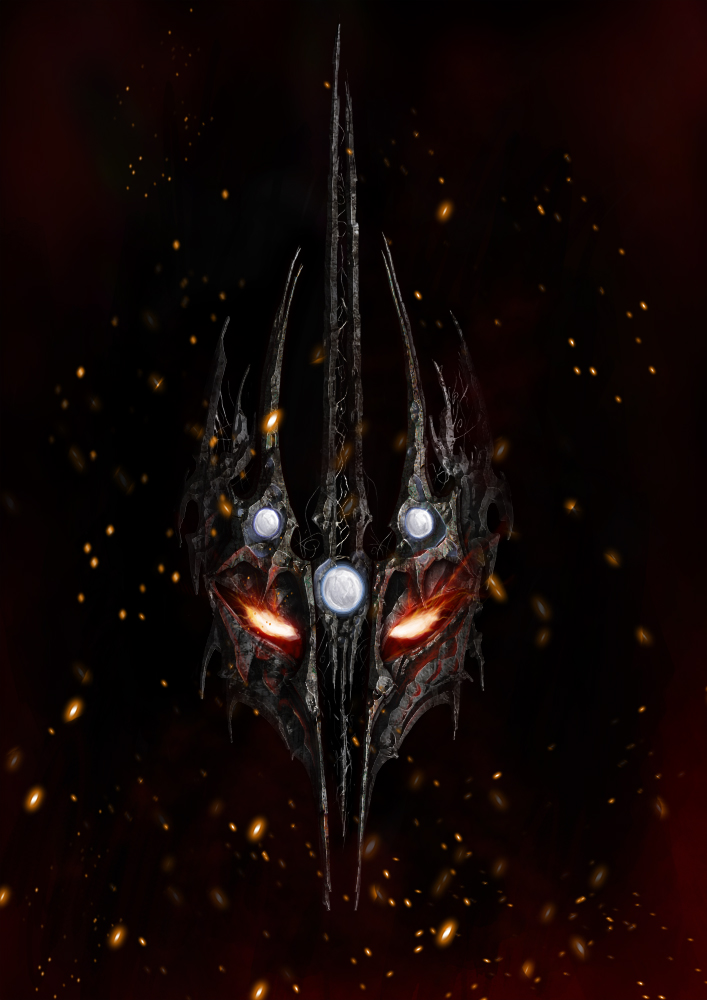
El vala Melkor derrumbó los pilares que sostenían las lámparas o fue el causante de ello, provocando así su destrucción, en todas las versiones de la historia.

En «Ambarkanta», un breve ensayo sobre la formación del mundo escrito a mediados de los años 1930, J. R. R. Tolkien recuperó la creación de los pilares de hielo por parte de Melkor y la destrucción de las lámparas tal y como aparece en la versión original; no obstante, los nombres dados a los primeros fueron aplicados aquí a las segundas y Helkar pasó a estar situada al norte, mientras que Ringil se situó al sur. Surgió por primera vez en este escrito la creación de dos mares interiores, el mar de Helkar y el mar de Ringil, donde antes habían estado los pilares, derivado del pasaje de El libro de los cuentos perdidos en el que el derretimiento de éstos inundó numerosos terrenos. Tanto la primera como la segunda versión de los «Anales de Valinor», cronología escrita en la misma época y que recogió los acontecimientos más importantes que ocurrieron en las Edades de las Lámparas y de los Árboles del legendarium, marcaron el año valiano 500 como aquel en el que se produjo la destrucción de las lámparas.
Tras la publicación de la novela El hobbit (1937), J. R. R. Tolkien revisó y amplió «Quenta», titulándolo en esta ocasión «Quenta Silmarillion»; en este nuevo escrito conservó la versión del «Quenta» sobre la historia de las lámparas, aunque recuperó la idea de las inundaciones provocadas por la caída de ambas y se omitió el hecho de que Melkor inundara Almaren. En una de las versiones de «Ainulindalë» compuesta a finales de los años 1940, cuando se encontraba elaborando la novela El Señor de los Anillos, introdujo un cambio radical en el legendarium: el Sol ya estaba en el mundo cuando este fue creado y la Luna se formó como consecuencia de una de las destrucciones provocadas por Melkor, abandonando así la idea de las lámparas de los valar. No obstante, poco tiempo después volvió a elaborar dos nuevas versiones donde reaparecieron las lámparas. Ambas mantuvieron la historia de «Quenta Silmarillion», pero en la primera de ellas las lámparas fueron llamadas Foros y Hyaras, y en la segunda, donde Aulë pasó de nuevo a ser su único creador, recibieron originalmente los nombres de Forontë y Hyarantë y los definitivos, Illuin y Ormal, durante su corrección.
Finalizada El Señor de los Anillos, J. R. R. Tolkien revisó en una tercera ocasión los «Anales de Valinor» a principios de los años 1950, convirtiéndolos en una nueva obra a la que tituló «Anales de Aman». En ella marcó el año valiano 1500 como aquel en el que Aulë comenzó la creación de las lámparas, el 1900 cuando fueron colocadas sobre sus pilares y el 3450 cuando fueron destruidas. En 1951 comenzó la revisión de «Quenta Silmarillion», donde apareció por primera vez la petición de Yavanna a Aulë para que creara las lámparas y la historia, salvo pequeños cambios en la redacción, quedó tal y como fue editada por Christopher Tolkien en El Silmarillion.